# 古良齊

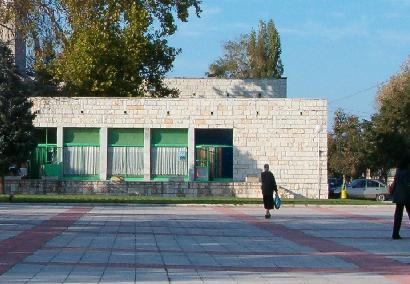

古良齊是保加利亞的城鎮，位於該國北部，距離首府普列文34公里，由普列文州負責管轄，海拔高度18米，受大陸性氣候影響，2009年人口3,432，居民主要信奉東正教。

## 外部連結
- Gulyantsi municipality website （页面存档备份，存于） （保加利亚文） （英文）

43°38′N 24°42′E / 43.633°N 24.700°E